# Tuffé Val de la Chéronne
Tuffé Val de la Chéronne község Franciaország Loire mente régiójában, Sarthe megyében. Új községként 2016. január 1-jén jött létre Tuffé és Saint-Hilaire-le-Lierru község egyesítésével. Az egyesüléskor az új község lélekszáma 1797 fő lett.

## Népesség
| Lakosok száma | 1650 | 1657 | 1663 | 1668 | 1667 | 1669 |
|               | 2017 | 2018 | 2019 | 2020 | 2021 | 2022 |